# Daniel av Moskva
Daniel av Moskva (1261–1303) var en storfurste av Moskva som gjorde sitt furstendöme till det viktigaste i vad som skulle komma att bli Ryssland. Han var son till Alexander Nevskij och räknade sina anor från Rurik.